# Dystrykt Antanifotsy
Antanifotsy – dystrykt Madagaskaru z siedzibą w Antanifotsy, wchodzący w skład regionu Vakinankaratra.

## Demografia
Liczba ludności w 1993 roku wynosiła 218 609 osób, zaś na 2011 oszacowano ją na 291 785 mieszkańców.

## Podział administracyjny
W skład dystryktu wchodzi 11 gmin (kaominina):
- Ambatolahy
- Ambatomiady
- Ambatotsipihina
- Ambodiriana
- Ambohimandroso
- Ambohitompoina
- Ampitatafika
- Andranofito
- Antanifotsy
- Antsahalava
- Antsampandrano